# 李威 (前秦)
李威（？—375年），字伯龙，十六国汉阳（今甘肃省甘谷县东南）人。苻坚母苟夫人姑姑的儿子。
李威少年时与苻坚父苻雄结刎颈之交，李威与表姐苟夫人有染。苻坚待以父执之礼。苻生屡次欲杀苻坚，李威时任左卫将军，极力营救，苻坚得免。苻坚杀苻生，李威与苟太后都参预其谋。苻坚即位。李威敬重王猛，知王猛之贤，劝苻坚以国事托付给王猛，王猛因以兄事之。苻坚率兵讨伐曹毂时，李威担任卫大将军，和王猛辅太子守长安，讨斩淮南公苻幼，以功拜太尉，加侍中，封建宁公。苻坚出征，常使李威辅太子苻宏留守京师。375年，李威去世，谥号“烈”。